# Буралкин, Геннадий Васильевич
Геннадий Васильевич Буралкин (12 февраля 1942, Лениногорск, Казахская ССР — 2 января 2024, Минск, Белоруссия) — советский и белорусский скульптор и художник-график.

## Биография
Родился 12 февраля 1942 года в Лениногорске (с 2002 года — Риддер) Казахской ССР в рабочей семье — и отец, Василий Иванович Буралкин (приехавший вольнонаёмным из Саратова), и мать, Любовь Матвеевна Хамицевич (дочь ссыльного переселенца из Белоруссии), работали на стройке. В первый год войны Буралкина-старшего призвали в армию, в октябре 1942 года его демобилизовали.
В 1947 году семья уже с тремя детьми вернулась в родные Домановичи, старшие Буралкины вступили в колхоз, затем переехали по месту новой работы отца, Житковичский леспромхоз, в деревню Постолы. По окончании восьми классов Геннадий по совету родного дяди поступил в Белгород—Днестровский сельхозтехникум, одновременно учился  и в музыкальной школе и в 1961 году получил сразу два диплома: агронома–виноградаря и музыкального педагога. Отслужив три года срочной воинской службы, стал преподавать музыку и пение в школе № 1 Соликамска. Желая продолжить образование с третьей попытки сумел поступить на скульптурную специальность в Белорусский театрально-художественный институт.
В 1976 году Геннадий окончил институт, где учился у А. Аникейчика, А. Бембеля, Г. Муромцева, А. Артимовича.
В 1976—1990 годах — скульптор Гродненского художественного комбината. Работал в области станковой и монументальной скульптуры, а также станковой графики. Основные темы взяты из народной жизни, переплетены с исторической памятью и национальными легендами. Его произведения отличаются монументальностью, органичным сочетанием обобщенных и реалистических деталей, изяществом форм, глубоким философским осмыслением исторических событий.
С 1976 года принимал участие в национальных и международных выставках.
С 1980 года — член Белорусского союза художников, в 1990—2001 годах — его председатель. В 1997 году скульптор награждён медалью Франциска Скорины.
Жил и работал в Минске. Умер 2 января 2024 года. Похоронен 4 января на кладбище «Лесное» в Минске.

## Известные работы

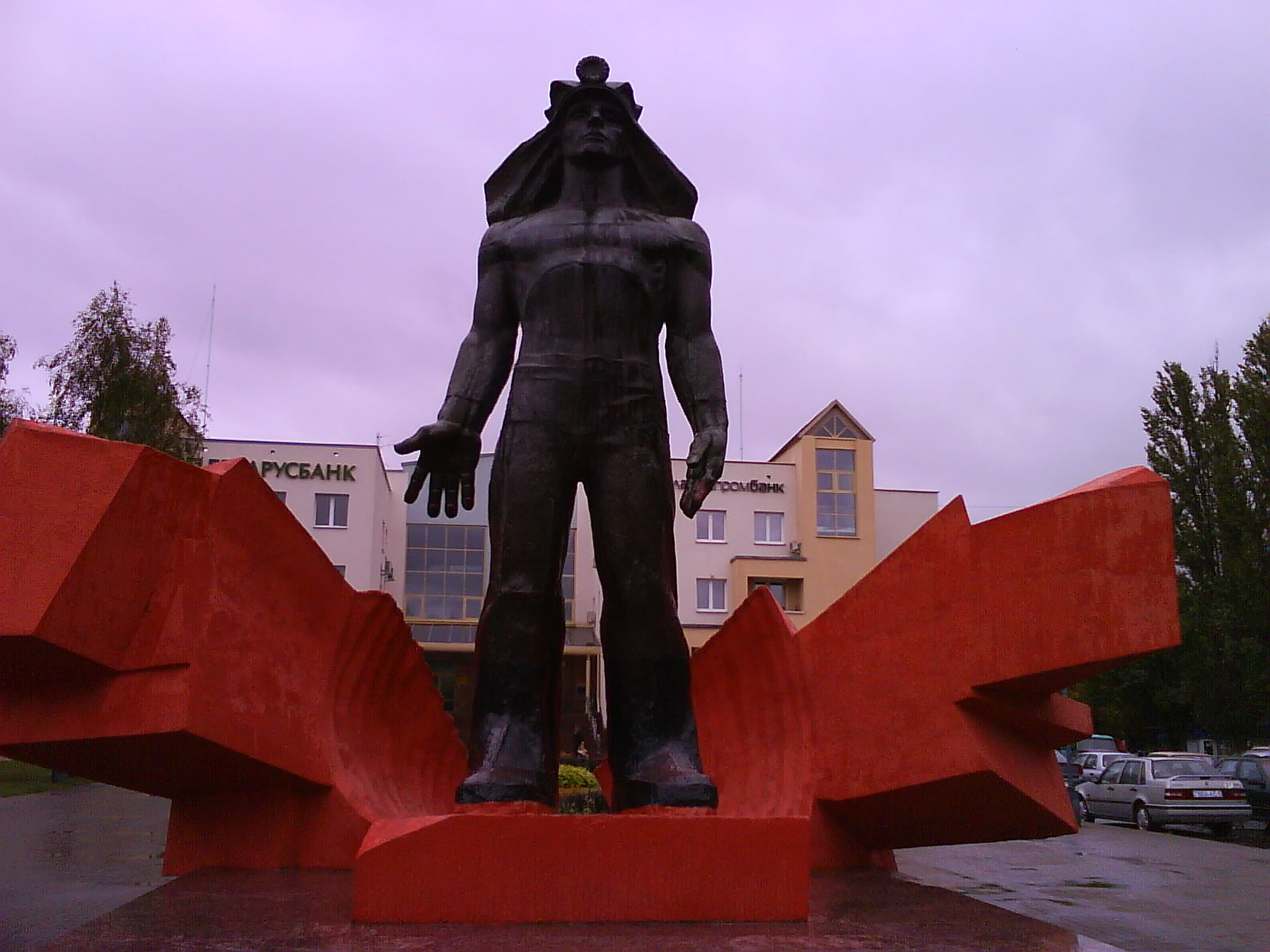
Памятник шахтёрам-первопроходцам

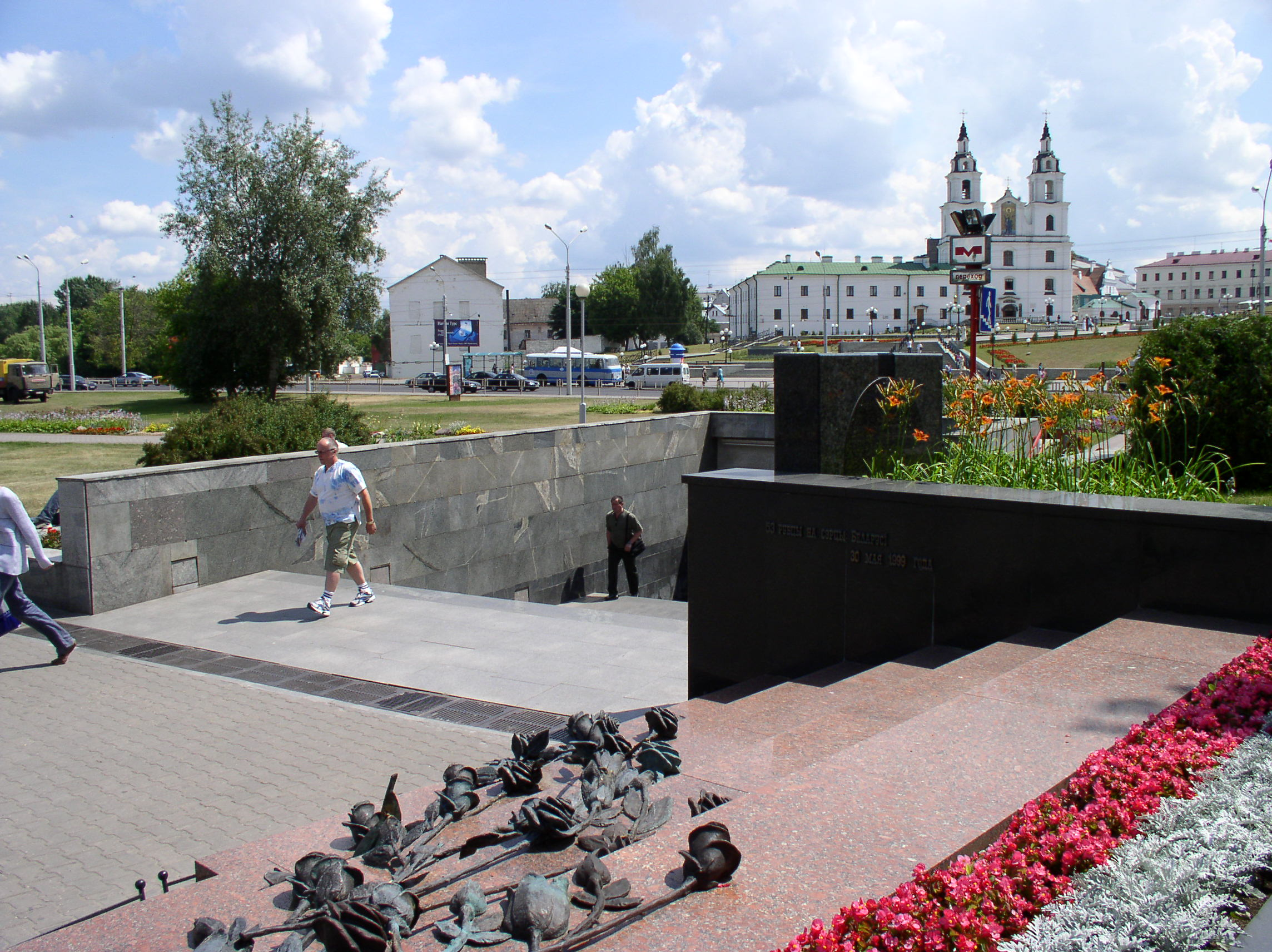
Памятник у метро «Немига»

- Памятник шахтерской славы в Солигорске (1976, дипломная работа[1]),
- Памятный знак в честь 850-летия Гродно (1978),
- Мемориальный монумент «Георгий Победоносец» в Бобруйске (1999),
- Мемориал жертвам трагедии на станции метро «Немига» в Минске (1999, в соавторстве с архитекторами Александром Чадовичем, Светланой Борисович, Людмилой Жлобой)[9],
- Мемориальный ансамбль воинам-пограничникам в Гродно (2004, архитектор С. И. Федченко)[10],
- Скульптурные композиции для Национального театра оперы и балета в Минске (совместно со скульпторами М. Шкробатом, А. Финским).
- Памятник Миндовгу в Новогрудке (2009)[11].
- Надгробие семейного захоронения Ерёменко-Орловой на Московском кладбище[12]

Автор станковых композиций «Песня протеста» (1977), «Победная весна» (1978), «Воссоединение Восточной и Западной Белоруссии» (1979), «Яблонька» (1981), ряда женских портретов (1980-е гг.), «Памяти Виктора Хары» (1987), «Музыка» (1990), «Двое», «Сын Земли» (обе 1991), «Лесное озеро» (1992), «Кастусь Калиновский», «Белая гончая», «Сомнение» (все 1993), «Возвращение Белого ангела», «Симон-музыкант», «Адам и Ева» (все 1994), «Прыжок» (1995), серия «Посвящение Пабло Пикассо» (1996), «Прыжок» (1998—2000), «Жизнь» (2000), «Берегиня» (2001—2002), «Лики камней» (2002), «Лель» (2003); графических серий «Славянские мотивы», «Ночь на Ивана Кулака», «Утро» (все 1995), «Всенощная» (2002), «Свет и тени» и других.
Участвовал в художественном оформлении интерьеров Драматического театра (в соавторстве) и Дома гражданских обрядов в Гродно (1970-е годы).
Работы находятся в собрании Национального художественного музея Республики Беларусь, Музея современного изобразительного искусства (Минск), Художественного музея им. Масленникова (Могилев), Художественного музея Флагшток в штате Северная Каролина (США) и др., в частных коллекциях в Белоруссии и за рубежом.